# Rhinotropis californica
Rhinotropis californica är en jungfrulinsväxtart som först beskrevs av Thomas Nuttall, och fick sitt nu gällande namn av J.R.Abbott. Rhinotropis californica ingår i släktet Rhinotropis och familjen jungfrulinsväxter. Inga underarter finns listade i Catalogue of Life.